# ريكاردو رييس
ريكاردو رييس (بالإسبانية: Ricardo Reyes)‏ (7 فبراير 1992 بغوادالاخارا في المكسيك - ) هو لاعب كرة قدم مكسيكي في مركز الوسط.

## وصلات خارجية
- ريكاردو رييس على موقع قاعدة بيانات كرة القدم.إي يو (الإنجليزية)